# Katherine Woodville (Adlige)

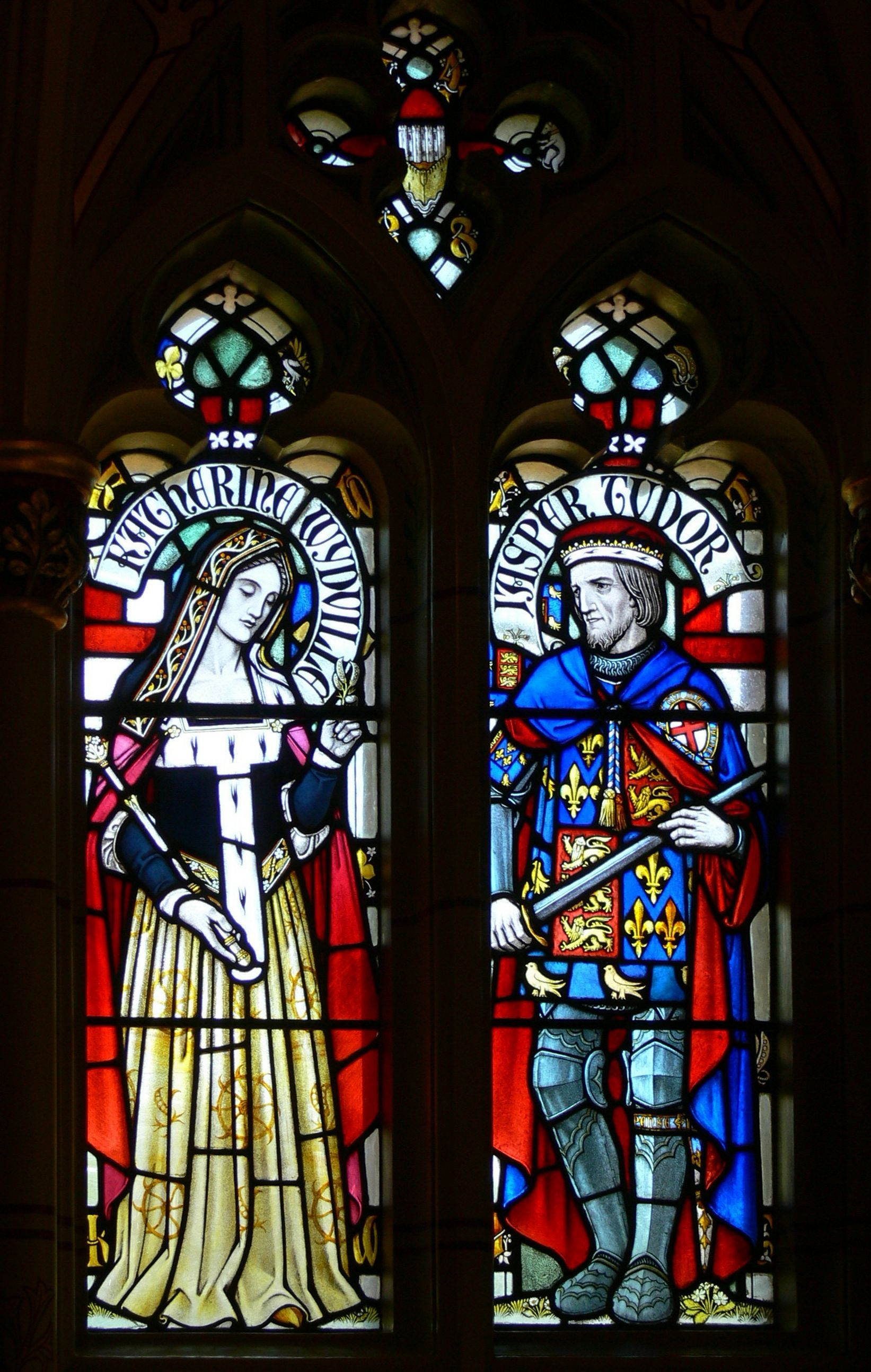
Katherine Woodville und ihr zweiter Ehemann Jasper Tudor, 1. Duke of Bedford auf Glasmalereifenstern in Cardiff Castle.

Katherine Woodville (auch Wydeville, * um 1458; † 1497) war eine englische Adlige. Durch Ehe war sie zeitweise Duchess of Buckingham, Duchess of Bedford und Lady Wingfield.

## Leben
Sie war eine Tochter des Richard Woodville, 1. Earl Rivers und der Jacquetta von Luxemburg. Sie hatte acht Brüder und sieben Schwestern, darunter Elizabeth Woodville, die Gattin von König Eduard IV. von England.
Noch vor der Krönung ihrer Schwester Elizabeth zur Queen Consort im Mai 1465 wurde sie mit Henry Stafford, 2. Duke of Buckingham (1455–1483) verheiratet. Beide Ehepartner waren zu dieser Zeit noch minderjährig. Sie hatten fünf Kinder, von denen das erste 1478 geboren wurde:
- Edward Stafford, 3. Duke of Buckingham (1478–1521) ⚭ Lady Eleanor Percy;
- Henry Stafford, 3. Earl of Wiltshire (1479–1523) ⚭ Cecilia Bonville, 7. Baroness Harington, 2. Baroness Bonville (um 1461–1529);
- Humphrey Stafford (* um 1480), jung gestorben;
- Lady Elizabeth Stafford († 1532), ⚭ Robert Radcliffe, 1. Earl of Sussex;
- Lady Anne Stafford (1483–1544), ⚭ (1) Sir Walter Herbert († 1507), Sohn des William Herbert, 1. Earl of Pembroke, ⚭ (2) George Hastings, 1. Earl of Huntingdon (1488–1544).

Nachdem ihr erster Gatte 1483 wegen Hochverrats exekutiert worden war, heiratete sie am 7. November 1485 in zweiter Ehe Jasper Tudor, 1. Duke of Bedford (1431–1495). Dieser war der Onkel des erst eine Woche zuvor gekrönten Herrschers Englands, Heinrich VII. Nachdem zwei Monate später ihre Nichte Elizabeth die Ehe mit Heinrich VII. geschlossen hatte, war sie außer der Tante der Königin auch die des Königs.
In dritter Ehe heiratete sie Sir Richard Wingfield of Kimbolton (1468–1525), der sie überlebte.